# Julia Aquilia Severa
Julia Aquilia Severa était une vestale. Au grand scandale de bien des Romains, l'empereur Héliogabale l'épousa en 220 après avoir répudié sa première femme, l'impératrice Julia Paula. 

## Famille
Elle est probablement la petite-fille de Caius Iulius Severus, consul en 155.

## Biographie

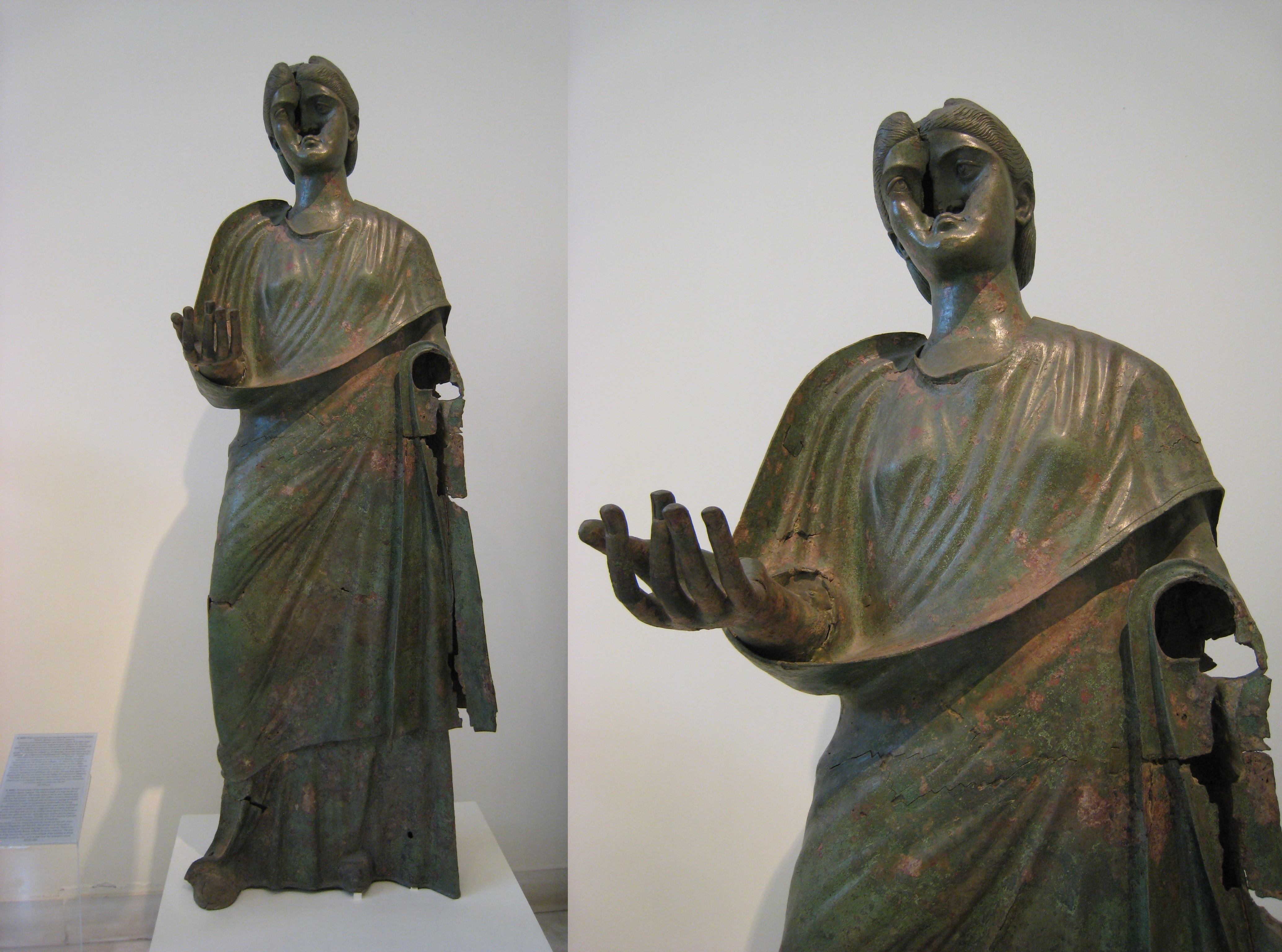
Statue de Julia Aquilia Severa (Athènes).

D'après l'Histoire Auguste, Héliogabale aurait écrit une lettre au Sénat pour se justifier, s'affirmant éperdument amoureux, et déclarant normale l'union entre prêtre et prêtresse.
Ce mariage de l'empereur avec une vestale bafouait toutes les traditions romaines, car les vestales devaient demeurer vierges, sous peine d'être emmurées vivantes. Mais l'empereur, d'origine syrienne, était aussi grand-prêtre du dieu syrien Sol Invictus Élagabal, et selon l'usage oriental de l'hiérogamie, un prêtre devait s'unir à une prêtresse. 
Elle fut répudiée en 221 (l'empereur épousant Annia Faustina, une descendante de Marc Aurèle), mais Héliogabale se serait de nouveau marié avec elle la même année.

## Sources
- Dion Cassius, LXXIX, 9
- Hérodien, Histoire des empereurs romains de Marc-Aurèle à Gordien III, livre V, 6, 1
- Histoire Auguste, Antonin Elagabal, VI, 5

Les deux dernières sources rapportent le fait, mais ne donnent pas le nom de cette vestale.